# Isao Iwabuchi
Isao Iwabuchi (Prefettura di Tochigi, 17 novembre 1933 – 16 aprile 2003) è stato un calciatore giapponese, di ruolo attaccante.